# 산드라 체카렐리
산드라 체카렐리(Sandra Ceccarelli, 1967년 7월 3일 ~ )는 이탈리아의 배우이다.

## 출연 작품
- 스토리 서스펜스 (2015)
- 외로운 영웅 (2013)
- 휴먼 팩터 (2013)
- 레스트 오브 더 나이트 (2008)
- 피아노, 솔로 (2007)
- 클림트 (2006)
- 내가 원하는 삶 (2004)
- 더 베스트 데이 오브 마이 라이프 (2002)
- 내 눈 속의 빛 (2001)